# Tolerancija dužinskih mjera
Tolerancija dužinskih mjera nastaje sistematiziranim podacima o veličini dopuštenih odstupanja prilagođenih potrebama funkcionalnosti strojeva i mogućnostima ekonomične izrade i kontrole, sadržani su u standardiziranom sistemu mjernih tolerancija. U većini država, gdje spada i Republika Hrvatska, na snazi je ISO sistem tolerancija i dosjeda (ISO 286).
Zbog nesavršenosti strojeva, alata i materijala te nepreciznosti ljudske ruke nije moguće postići apsolutnu točnost zadanih mjera nekog izratka. To je razlog uvođenja tolerancija, to jest propisanih odstupanja mjera gotovog izratka od zadanih (nazivnih) mjera. Razlikujemo dvije osnovne mjere:
- vanjska mjera i
- unutarnja mjera.[1]

## Objašnjenje
Dijelovi tolerancija su:
- nazivna mjera (Di, di) je određena zahtijevana mjera (cjelobrojna ili decimalna), na čijoj se osnovi određuju granične mjere, određene s gornjim i donjim odstupanjem. To je ona mjera koja služi kao osnova za određivanje dopuštenog odstupanja,
- gornja granična mjera (Dmax, dmax) je najveća dopuštena granica mjere, a
- donja granična mjera (Dmin, dmin) najmanja dopuštena granica, između kojih, uključno s njima samima, se mora nalaziti
- stvarna mjera (D, d) strojnog dijela. Dakle Dmin ≤ D ≤ Dmax, te dmin ≤ d ≤ dmax. Stvarna mjera je ona koja se utvrđuje mjerenjem gotovog predmeta, a mora se nalaziti u granicama tolerancije.
- razlika između gornjeg i donjeg graničnog odstupanja naziva se mjerna tolerancija (TD, Td), ili ukratko tolerancija, a jednaka je također razlici gornje i donje granične mjere. Tolerancija je apsolutna vrijednost i zbog toga je bez predznaka.
- gornje odstupanje je algebarska razlika između gornje granične mjere i pripadajuće nazivne mjere i označava se slovima ES za vanjske mjere i es za unutrašnje mjere.
- donje odstupanje je algebarska razlika između donje granične mjere i pripadajuće nazivne mjere, a označuje se slovima EI za unutrašnje mjere i ei za vanjske mjere.
- nul-linija je, pri grafičkom prikazivanju graničnih mjera i dosjeda crta, koja označava nazivnu mjeru, i od koje mjerimo odstupanje.
- stvarno odstupanje je algebarska razlika između stvarne izmjerene mjere i nazivne mjere, i mora se nalaziti između gornjeg i donjeg odstupanja, uključujući i njih.[2]
- tolerancijsko polje je polje ograničeno gornjim i donjim odstupanjem u odnosu na nultu liniju.

## ISO 286
Tolerancijsko polje je u grafičkom prikazu tolerancija područje između crta koje prikazuju najveću i najmanju graničnu mjeru. U ISO tolerancijskom sistemu tolerancijsko polje je određeno veličinom tolerancije i njenim položajem obzirom na nul-liniju. Veličina tolerancije
je ovisna o izabranoj kvaliteti obzirom na točnost mjere (IT), koja se označuje brojčanim oznakama kako slijedi:
- 01, 0, 1, 2, 3 ...18 za dimenzije do 500 mm i
- 6, 7, 8, 9, 10 ...16 za dimenzije od 500 mm do 3150 mm.

Kvaliteta označena s IT 01 zahtjeva najveću točnost (najmanja veličina tolerancije), kvaliteta IT 18 označava najmanju točnost kvalitete (najveća veličina tolerancije). Najbolje kvalitete tolerancija su namijenjene isključivo za izradu mjernih instrumenata i pribora, koji mora biti precizno izrađen.
Tolerancijsko polje ovisno o izabranoj kvaliteti se računa prema:
{\displaystyle T=10^{0,2\times (ITG-1)}\cdot (0,45\times {\sqrt[{3}]{D}}+0,001\times D)}
gdje je:
- T - tolerancija u mikrometrima [µm]
- D - nazivna mjera u milimetrima [mm]
- ITG - stupanj izabrane IT kvalitete.

## Izbor kvalitete tolerancije
Izbor kvalitete tolerancije bitno utječe na trošak izrade strojnog dijela. Tako uske tolerancije zahtijevaju precizniju izradu, a ova točnije radne strojeve, mjerne naprave i kvalificirane stručnjake koji sudjeluju u proizvodnom procesu. Što je veća kvaliteta izrade, to je veća vjerojatnost povećanja stupnja otpada. Sve to povećava cijenu izrade strojnog dijela. 
Usporedne analize pokazuju da se prijelazom kvalitete tolerancije strojnog dijela iz razreda 7 u razred 6 cijena proizvodnje poveća za 20-30%. Zadaća konstruktora je izabrati optimalnu kvalitetu tolerancije tako da troškovi proizvodnje budu što manji, a da funkcionalnost strojnog dijela ne bude umanjena. Okvirni izbor kvalitete tolerancije je sljedeći:
- IT 01 – IT 6 = uglavnom za preciznu mehaniku i mjerne instrumente
- IT 5 – IT 11 = uglavnom za dosjede elemenata strojeva
- IT 12 – IT 16 = za veće tolerancije pri obradi

ISO sistem tolerancija predviđa vrlo širok izbor različitih položaja tolerancijskih polja, tako da konstruktor može za istu nazivnu mjeru propisati takve tolerancije da su obje granične mjere veće od nazivne, manje od nazivne, ili da je jedna granična mjera veća, a druga manja od nazivne. Na taj način je moguće u praksi zadovoljiti sve konstrukcijske zahtjeve pri izradi strojnih dijelova. Položaj tolerancijskog polja s obzirom na nul-liniju je definiran slovnom oznakom, pri čemu se za vanjske mjere upotrebljavaju mala slova abecede (a...zc), a za unutrašnje mjere velika slova (A...ZC). Udaljenost tolerancijskog polja od nul-linije je ovisna o veličini nazivne mjere i propisane kvalitete tolerancije.
Brojčane vrijednosti odstupanja se upisuju uz nazivnu mjeru uglavnom samo kod pojedinačne proizvodnje. Inače, oznaka tolerancije se sastoji od slovne oznake, koja označava položaj tolerancijskog polja u odnosu na nul-liniju i brojčane oznake koja označava kvalitet tolerancije, na primjer φ80 h6 (dmax = 80,000 mm; dmin = 79,981 mm), 120 F8 (Dmax = 120,090 mm; Dmin = 120,036 mm), itd. Potrebne brojčane vrijednosti odstupanja mogu se naći iz tablica, danih u standardu ISO 286.